# 2,5-Dihydrofuran
2,5-Dihydrofuran – nienasycony heterocykliczny związek organiczny zbudowany z pięcioatomowego pierścienia, składającego się z czterech atomów węgla i jednego atomu tlenu, który jest heteroatomem. Nienasycony charakter 2,5-dihydrofuranu wynika z występowania w pierścieniu wiązania podwójnego, które znajduje się w pozycji 2,5 licząc kolejno od atomu tlenu. 2,5-Dihydrofuran tak jak 2,3-dihydrofuran jest pochodną furanu, w którym jedno z dwóch wiązań nienasyconych zostało nasycone dwoma atomami wodoru. 2,5-Dihydrofuran jest jednym z dwóch izomerów dihydrofuranu.